# Beauty (ciruela)
Beauty Plum es una variedad cultivar de ciruelo (Prunus salicina), de las denominadas ciruelas japonesas (aunque las ciruelas japonesas en realidad se originaron en China, fueron llevadas a los EE. UU. a través de Japón en el siglo XIX).
Una variedad que crio y desarrolló a finales del siglo XIX Luther Burbank en Santa Rosa (California), siendo un híbrido del cruce de Prunus salicina x Prunus simonii. 
Fruta de tamaño medio a grande, siendo el color de su piel rojo carmín, más o menos oscuro que llega a ponerse morado uniforme, y su pulpa de color amarillo ámbar, anaranjado o carmín amoratado, con textura muy blanda, fundente, muy jugosa, acuosa fibrosa, y sabor aromático, clásico de japonesa, muy ácido junto al hueso. Tolera las zonas de rusticidad según el departamento USDA, de nivel 4 a 10.

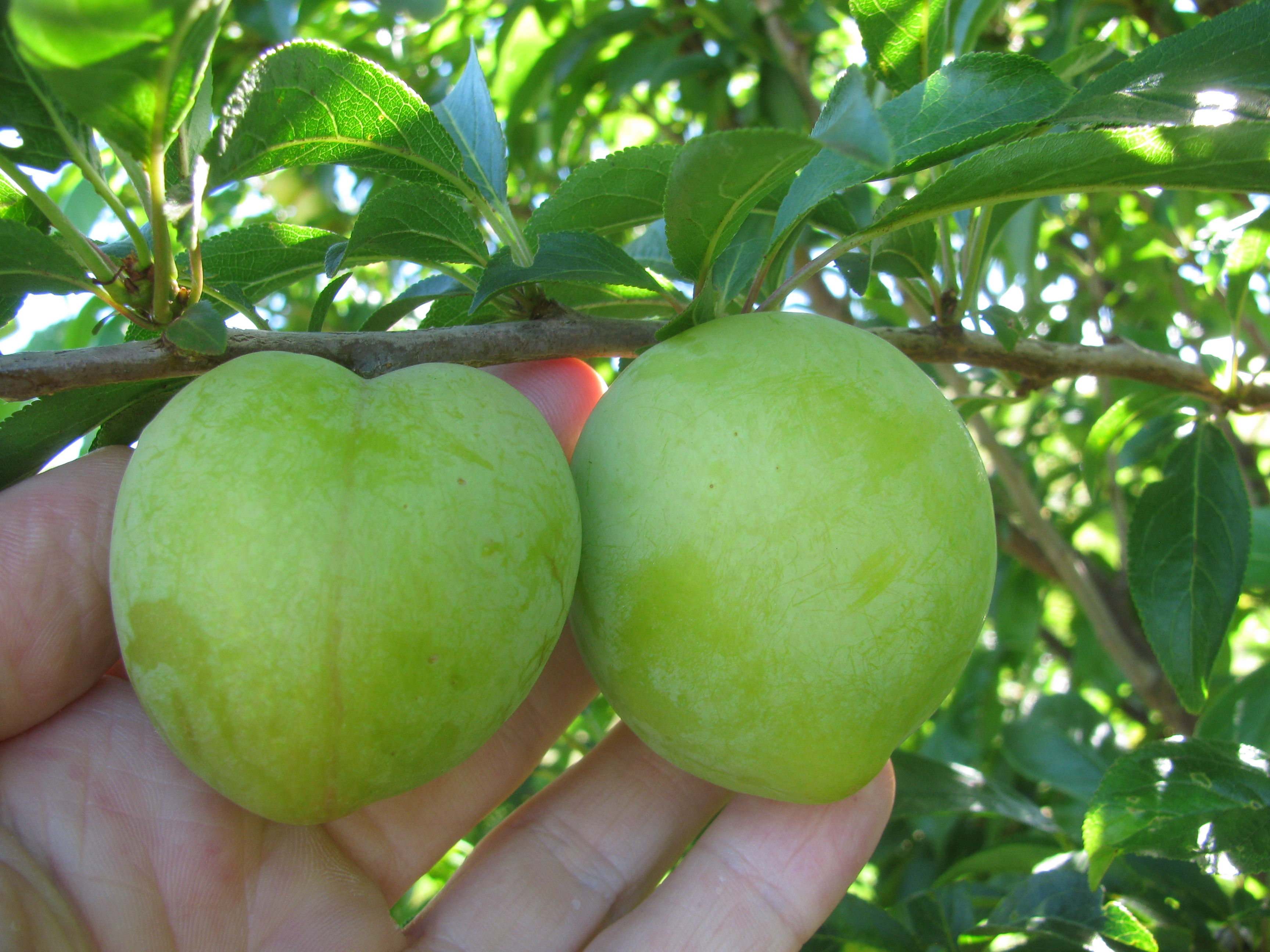
La ciruela 'Beauty' inmadura aún verde en el árbol.

## Sinonimia
- "Beauty Plum".[6][5]

## Historia
'Beauty' variedad de ciruela, de las denominadas ciruelas japonesas con base de Prunus salicina, que fue desarrollada y cultivada por primera vez en el jardín del famoso horticultor Luther Burbank en Santa Rosa (California) mediante una hibridación de la flor de Prunus salicina como parental madre con polen de Prunus simonii como parental padre. Burbank realizaba investigaciones en su jardín personal y era considerado un artista del fitomejoramiento, que intentaba muchos cruces diferentes pero registraba poca información sobre cada experimento.
Las ciruelas 'Beauty' se desarrollaron a finales del siglo XIX en Santa Rosa, una ciudad en el condado de Sonoma en el norte de California. Fueron introducidas en los circuitos comerciales en 1895, siendo particularmente notable por su importancia para la industria del transporte de frutas de California.
'Beauty Plum' está cultivada en el banco de germoplasma de cultivos vivos de la Estación experimental Aula Dei de Zaragoza. Está considerada incluida en las variedades locales autóctonas muy antiguas, cuyo cultivo se centraba en comarcas muy definidas, que se caracterizan por su buena adaptación a sus ecosistemas, y podrían tener interés genético en virtud de su características organolépticas y resistencia a enfermedades, con vista a mejorar a otras variedades.

## Características
'Beauty' árbol medio y vigoroso, siendo su fuerte crecimiento erguido una característica notable de la variedad, extendido, bastante productivo. Flor blanca, parcialmente autocompatible en su polinización, buenos polinizadores son 'Golden Japan', 'Friar', 'Santa Rosa' y 'Laroda', está considerada buena polinizadora para otras variedades, y puede tener una floración muy extendida según las condiciones climáticas, que tiene un tiempo de floración que comienza a partir del 18 de abril con el 10% de floración, para el 21 de abril tiene una floración completa (80%), y para el 8 de mayo tiene un 90% de caída de pétalos.
'Beauty' tiene una talla de fruto de medio a grande, de forma cordada (en corazón) redondeada, con dos grandes protuberancias junto a la cavidad del pedúnculo, separadas por la sutura, presentando sutura perceptible, línea más oscura que la chapa, como transparente, recubierta de pruina, superficial, en depresión ligera en la parte central, más acusada junto a cavidad peduncular, y completamente superficial en el tercio pistilar; epidermis con abundante pruina violácea, sin pubescencia, siendo el color de la piel rojo carmín, más o menos oscuro que llega a ponerse morado uniforme, en los frutos poco maduros puede apreciarse el fondo amarillo ámbar, punteado muy abundante, pequeño o medio, amarillo verdoso, aureola poco perceptible, la intensidad del punteado es mucho mayor en la mitad inferior, decreciendo hasta desaparecer en la cavidad peduncular; Pedúnculo corto o medio, fino, insertado en una cavidad peduncular de anchura media, muy profunda, muy rebajada en la sutura y más suavemente en el lado opuesto;pulpa de color amarillo ámbar, anaranjado o carmín amoratado, con textura muy blanda, fundente, muy jugosa, acuosa fibrosa, y sabor aromático, clásico de japonesa, muy ácido junto al hueso (Similar en sabor y textura a la Ciruela Santa Rosa).
Hueso muy adherente, pequeño, elíptico redondeado, muy puntiagudo en el ápice, truncadura muy ancha y recta, surcos discontinuos, superficie rugosa, muy labrada junto al polo pistilar.
Su tiempo de recogida de cosecha se inicia en su maduración de la tercera decena de junio, a principios de julio.

## Usos
La fruta no solo es grande con pulpa jugosa, pegajosa y dulce, sino que también es perfecta para enlatar, comer fresca del árbol a la mesa, y si se desea cocinar con ellas, son excelentes para tartas y pasteles.